# Peter Dante
Peter Francis Dante (West Harford, 16 de diciembre de 1968) es un actor estadounidense, reconocido por aparecer frecuentemente en películas producidas por la compañía Happy Madison junto a su amigo Adam Sandler.

## Carrera
En sus papeles en cine normalmente aparece acompañado de Jonathan Loughran y Allen Covert. Interpretó el papel de Peter en Little Nicky. Otras películas en las que apareció junto a Adam Sandler incluyen Big Daddy, The Waterboy, Mr. Deeds y 50 First Dates.
Dante escribió, produjo y protagonizó la película Grandma's Boy. En la cinta interpretar el papel de un vendedor de drogas. Más adelante interpretó el papel de un bombero en la película cómica I Now Pronounce You Chuck and Larry y encarnó a Danny Guiterrez en Strange Wilderness.

## Filmografía

### Cine y televisión
- The Jeff Foxworthy Show (1995, TV)
- The Larry Sanders Show (1995–96, TV)
- The Wedding Singer como el amigo de Dave
- The Waterboy como Gee Grenouille
- Matters of Consequence
- Big Daddy como Tommy Grayton
- Little Nicky como Peter
- Mr. Deeds como Murph
- Eight Crazy Nights
- El Santurario
- Stuck On You
- 50 First Dates
- Grandma's Boy como Dante
- The King of Queens (2007, TV)
- I Now Pronounce You Chuck and Larry
- Strange Wilderness como Danny Gutiérrez
- Costa Rican Summer
- Just Go With It
- Bucky Larson: Born to Be a Star
- Renegade: Rebel Pilot
- Jack and Jill
- That's My Boy
- Grown Ups 2